# Kristen Pfaff
‎
Kristen Marie Pfaff (26 de maio de 1967 – 16 de junho de 1994) foi uma baixista norte-americana, conhecida por seu trabalho com a banda de rock alternativo Hole entre 1993 e 1994.

## Biografia

### Início de vida
Pfaff nasceu e foi criada em Buffalo, Nova York. Ela passou um curto período de tempo na Europa e, também por um curto tempo, estudou em Boston College, antes de finalmente terminar os estudos em University of Minnesota. Durante a infância, estudou piano clássico e violoncelo. Enquanto morava em Minneapolis, Minnesota, após se formar da faculdade, Pfaff aprendeu a tocar baixo sozinha. Ela, o guitarrista e vocalista Joachim Breuer (membro do "The Bastards", banda de Minneapolis) e o baterista Matt Entsminger formaram a banda Janitor Joe.

## Carreira
O primeiro single da banda, Hmong, foi lançado pela OXO Records em 1992, e uma popular gravadora local, a Amphetamine Reptile Records, contratou a banda mais tarde naquele mesmo ano, lançando o single "Bullethead"; já no ano seguinte, em 1993, lançaram "Boyfriend" e seu álbum de estréia, Big Metal Birds.
Janitor Joe estava se tornando conhecido na cena musical de Minneapolis, influenciados pelo som grunge do noroeste do país e também pela cena barulhenta e rápida do pós-hardcore de Washington. Mas, por outro lado, havia influências também da distorção do Butthole Surfers, do Shellac e de vários outros artistas da gravadora Touch and Go. O estilo de Pfaff tocar baixo era importante para o som do Janitor Joe, tanto em estúdio como ao vivo. Tanto ela como Breuer contribuíram com músicas para o primeiro álbum de estúdio da banda.
Enquanto a cena de Minneapolis crescia, chamando atenção da mídia musical em 1993, a Amphetamine Reptile lançou o single "Stinker", e Janitor Joe começou a fazer uma turnê pelo país. Foi em uma turnê pela Califórnia, naquele mesmo ano, que Pfaff acabou sendo abordada por Eric Erlandson e Courtney Love do Hole, que, na época, procuravam por um baixista. Courtney Love convidou Pfaff para tocar com o Hole. Pfaff negou o convite, mas Erlandson e Love continuaram insistindo em que ela se juntasse a eles.
Pfaff, a princípio relutante em deixar Minneapolis para se juntar ao Hole, reconsiderou depois de um conselho de seu pai, Norman: "De um ponto de vista profissional, não havia o que decidir", contou ele ao Seattle Weekly, "porque eles já estavam na Geffen Records e já tinham fãs na Inglaterra... se você quer subir a escada, esse é o caminho". Seguindo a aclamação crítica internacional pelo primeiro álbum independente, Pretty on the Inside, o Hole tinha conseguido um ótimo acordo com uma grande gravadora interessada neles; finalmente assinando um acordo de oito álbuns com a Geffen Records por três milhões de dólares.
Em 1993, Pfaff se mudou para Seattle, Washington, para trabalhar com os membros do Hole no álbum Live Through This, disco seguinte ao Pretty on the Inside, agora em uma grande gravadora. A nova formação da banda - Courtney Love, Eric Erlandson, Pfaff e Patty Schemel na bateria - entrou em estúdio no começo de 1993 para começar os ensaios. "Foi quando nós decolamos. De repente, nós viramos uma banda de verdade", disse Eric Erlandson sobre a entrada de Pfaff.
O período que Pfaff passou em Seattle foi rico em criatividade, e ela se tornou amiga íntima de Eric Erlandson e Kurt Cobain. Enquanto trabalhava no álbum Live Through This, que se tornaria disco de platina, Pfaff e Erlandson começaram a namorar e ficaram juntos durante a maior parte de 1993, permanecendo próximos mesmo após o fim do namoro. Entretanto, nem tudo estava bem; enquanto vivia em Washinton, a "capital da heroína", Pfaff acabou desenvolvendo um problema com uso de drogas. "Todo mundo estava usando. Todo mundo, todo mundo. Todos os nossos amigos eram viciados. Isso era ridículo. Todo mundo nessa cidade se drogava", disse Courtney Love a respeito daquele período na cena musical de Seattle. Pela maior parte dos relatos, o uso de drogas por parte de Pfaff era relativamente moderado: "Kristen... se interessou por drogas antes de entrar em nossa banda, ainda em Minneapolis, mas isso era bem leve", Erlandson disse à Craig Marks da revista Spin. "Ela se mudou para Seattle e se sentiu desconectada de tudo, mas ela fez amigos e conexões com drogas, o que eu falei para ela não fazer. O único jeito de alguém conseguir sobreviver nesta cidade, é não fazendo essas conexões". Em consequência disso, depois de terminar o álbum, Pfaff decidiu voltar para Minnesota.
Pfaff deu entrada em um centro de desintoxicação para viciados em heroína em fevereiro de 1994, tirando, posteriormente, uma licença do Hole na primavera daquele ano para excursionar com o Janitor Joe. "Ela foi fazer a turnê... e, quando voltou, ela estava limpa", disse Erlandson. No período do velório de Kurt Cobain, Pfaff decidiu deixar o Hole e retornar permanentemente a Minneapolis.

## Morte

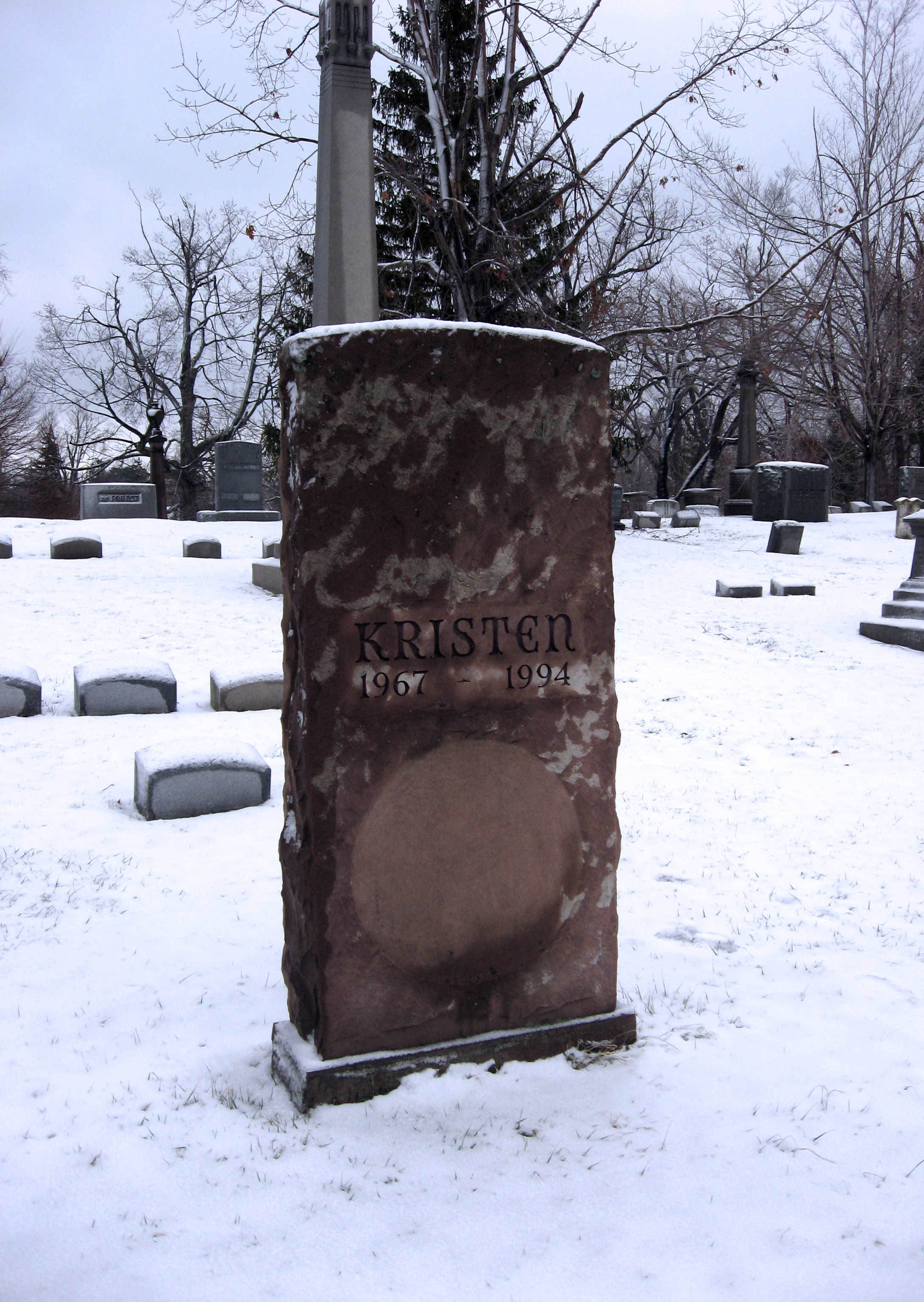
Túmulo de Kristen Pfaff no Forest Lawn Cemetery, Buffalo, NY

Por volta das 9h30 do dia 16 de junho de 1994, Pfaff foi encontrada morta na banheira de seu apartamento por Paul Erickson, amigo com quem ela planejara voltar a Minneapolis naquele mesmo dia. Pelo chão, havia uma bolsa contendo seringas e parafernália de droga. A morte de Pfaff foi atribuída a "intoxicação aguda por opiatos". Ela tinha 27 anos.
Na edição de sexta-feira do Seattle Times, lançado no dia 17 de junho de 1994, seu pai, Norman Pfaff, a descreveu como sendo uma pessoa “brilhante, simpática, maravilhosa... muito, muito talentosa, inteligente, que sempre pareceu ter o controle de suas circunstâncias. Mas que, na noite passada, infelizmente não teve.”
Pfaff foi enterrada na seção 6, lote 45, do Forest Lawn Cemetery em Buffalo, Nova York, sua cidade natal.
A compilação My Body, the Hand Grenade do Hole, lançada em 1997, foi dedicada à sua memória.

## Discografia
- Big Metal Birds (1993)
- Live Through This (1994)